# Jehuda ha-Nasi
Jehuda ha-Nasi (hebräisch יהודה הנשיא), Jehuda I. oder Rabbenu ha Qadosch (רבנו הקדוש, „unser heiliger Rabbi“), im Talmud meist nur Rabbi genannt (geb. ca. 135; gest. 15. Kislew 217 in Sepphoris in Syria Palaestina), war ein wichtiger Patriarch und jüdischer Gelehrter des Altertums. Sein großes Verdienst ist die abschließende Redaktion der Mischna.
Er schließt damit das Zeitalter der Tannaiten ab.

## Leben
Es ist wenig über die historische Person Jehudas bekannt. Die Mischna und der Talmud selbst beinhalten so gut wie keine Informationen biografischen Charakters. Man kann bestenfalls sein Leben anhand der später um seine Person gebildeten Legenden nachvollziehen, in denen allerdings nur die Konturen der historischen Person dargestellt werden.

### Kindheit und Jugend
Einer solchen Legende nach wurde Jehuda am gleichen Tag geboren, an dem Rabbi Akiba als Märtyrer starb (Kiduschin 72b), also in der Zeit um das Ende des Aufstands von Bar Kochba um das Jahr 135 christlicher Zeitrechnung. Traditioneller Datierung nach starb er im Alter von 65 Jahren, d. h. im Jahr 200. Neuere historische Forschungen gehen aber von den ungefähren Lebensdaten 150–220 n. Chr. aus.
Der Ort seiner Geburt ist unbekannt, wie auch der Ort, an dem sich sein Vater Rabbi Schimon ben Gamaliel II. während der Verfolgungen durch Kaiser Hadrian nach dem missglückten Aufstand aufhielt.
Nach der Wiederherstellung des Friedens in Judäa versah sein Vater das Amt des Nasi (und damit die oberste politische, religiöse und juristische Position unter den damals lebenden Juden) in der Stadt Uscha in Galiläa, wo Jehuda seine Jugend und seine Studienzeit verbrachte.
Hier wurde er mit hoher Wahrscheinlichkeit auch in Griechisch (Koine) unterrichtet, eine von ihm der Überlieferung nach sehr geschätzte Sprache. Die Legenden schreiben ihm die Aussage zu, dass die Juden, die Hebräisch nicht beherrschen, Griechisch statt Aramäisch zu ihrer Hauptsprache machen sollten. Dies würde die Verbindung Jehudas mit den Sadduzäern unterstreichen, zu denen er durch seine aristokratische Abstammung mit großer Sicherheit gehörte, und die Aramäisch als Sprache des Babylonischen Exils nicht akzeptierten. In seinem eigenen Haus wurde nur Hebräisch gesprochen, dessen Reinheit bei den Juden sprichwörtlich geworden ist.

### Gesellschaftliche Funktionen
Nach dem Tod seines Vaters zog Jehuda nach Bet Sche’arim, wo er eine Synagoge und eine Schule leitete. Dank guter Verhältnisse zur römischen Administration wurde er um 190 zum Nasi bestimmt. Sein gutes Verhältnis zu Rom wird auch durch die Legenden (Antoninus und Rabbi) über seine Beziehungen zum römischen Kaiser, vermutlich Caracalla, gestützt.

### Der Gelehrte
Die Bedeutung Jehudas als politischer Nasi wird von seiner Bedeutung als geistiger Führer und Gelehrter überragt. In dieser Zeit gelang es ihm, die Redaktion der Mischna zu vollenden, in der er die wichtigsten halachischen Aussagen zusammenfasste. Die bis dahin vorherrschende Praxis der ausschließlich mündlichen Überlieferung der Kommentare war durch die Bildung mehrerer kleinen Gemeinden an allen Enden des Römischen Reiches gefährdet. Es erforderte ein mehrjähriges Studium, die bis dahin angesammelte Stoffmenge, die dazu noch ständig weiter zunahm, zu erlernen. Es fehlte aber an Bildungszentren und an Gelehrten, die diese Arbeit durchführen konnten.
Rabbi Jehuda setzte die Arbeit seiner Vorgänger Rabbi Akiba und Rabbi Meir auf diesem Gebiet fort und leitete die Schlussredaktion für die Sammlung und Kodifizierung der mündlichen Lehrsätze ein. Diese Sammlung, die Mischna, sollte als kodifizierte „mündliche Tora“ die „schriftliche Tora“ ergänzen und näher bestimmen. Sein besonderes Verdienst ist darin zu sehen, dass er die Kommentare nicht nur gesammelt, sondern auch systematisiert und nach Themen (die sechs bis heute bestehenden „Ordnungen“) geordnet hat, die ihrerseits in Traktate aufgeteilt wurden. Seine Mischna ist aber kein totes Gesetzbuch und auch kein Gesetzeskodex im eigentlichen Sinne. Sie dokumentiert die damals vorherrschenden Meinungen unter den Gelehrten in der Akademie und im Gerichtshof in ihrer gesamten Breite und auch Widersprüchlichkeit. Die Bedeutung seiner Arbeit zeigt sich darin, dass die Mischna in der von ihm überlieferten Form im Wesentlichen unverändert zum Bestandteil des Talmuds wurde, der zusammen mit der Tora die zwei Ecksteine des Judentums in den folgenden zwei Jahrtausenden bildete.

### Lebensende
Laut der Überlieferung verbrachte er die letzten 17 Jahre seines Lebens in Sepphoris, wo er ein gesünderes Klima genießen konnte. Jehuda ha-Nasi soll im Alter von 85 Jahren gestorben sein; sein großes Ansehen fand auch darin seinen Ausdruck, dass zu seiner Beerdigung sogar den Priestern die Teilnahme erlaubt wurde, die sich sonst an einem Leichnam im spirituellen Verständnis verunreinigen.

## Werke
- Israel Konovitz: Rabbi Judah ha-Nasi (Rabbi). Collected Sayings. Jerusalem 1965 (hebräisch).